# Romifidine
Romifidine là một loại thuốc được sử dụng trong thú y như một loại thuốc an thần chủ yếu ở động vật lớn như ngựa, mặc dù nó có thể được sử dụng trong nhiều loại. Nó không được sử dụng ở người, nhưng có liên quan chặt chẽ về cấu trúc với thuốc clonidine thường được sử dụng.
Romifidine hoạt động như một chất chủ vận ở phân nhóm thụ thể adrenergic α2. Tác dụng phụ có thể bao gồm nhịp tim chậm và suy hô hấp. Nó thường được sử dụng cùng với các thuốc an thần hoặc giảm đau khác như ketamine hoặc butoranol. Yohimbine có thể được sử dụng như một thuốc giải độc để nhanh chóng đảo ngược tác dụng.